# Elena Argemí i Morral
Elena Argemí i Morral (Bigues i Riells del Fai, 1959) és mestra i fou alcaldessa de Bigues i Riells del Fai entre el 2007 i el 2009.
Elena Argemí va estudiar Magisteri, i des del 1981 ha treballat en diverses escoles públiques de Santa Eulàlia de Ronçana i Sant Feliu de Codines (CEIP Jaume Balmes). Com a Primera secretària de l'agrupació local del PSC, es va presentar a les eleccions municipals de 2007. Després d'un pacte a tres bandes amb ERC i ICV, el 16 de juny accedí a l'alcaldia de Bigues i Riells del Fai. En representació de l'ajuntament, fou consellera comarcal. El 2009 dimití del seu càrrec d'alcaldessa per motius personals. Posteriorment, fou investigada dintre del cas Mercuri.
Ha participat en diverses associacions locals des del 1978, i és membre del Grup excursionista de Bigues i Riells del Fai des que es va fundar. Juntament amb Núria Bosch ha publicat el llibre Retorn a l'escola de baix: Nostra Senyora de Montserrat, Bigues: 1957-1976 (Bigues i Riells del Fai: Fundació Bigues i Riells, 2007).